# Eteokles (Sohn des Andreus)
Eteokles (altgriechisch Ἐτεοκλῆς Eteoklḗs) ist eine Figur der griechischen Mythologie.
Er ist nach einigen Sagenversionen der Sohn des Andreus und der Euippe, der Tochter des Leukon, nach anderen ein Sohn des böotischen Flussgottes Kephisos, weshalb er auch unter dem Namen Kephisiades bekannt ist.
Eteokles war König von Orchomenos, wo er den Kult der Chariten begründet haben soll.